# Rossi X-ray Timing Explorer
Rossi X-ray Timing Explorer (RXTE) – sztuczny satelita należący do programu Explorer, przeznaczony do obserwacji nieba w zakresie promieniowania rentgenowskiego, wystrzelony przez NASA 30 grudnia 1995 z  Przylądka Canaveral na Florydzie.
Jego nazwa upamiętnia astronoma Bruno Rossiego, jednego z pionierów astronomii rentgenowskiej.
Satelita ten służył do badania kosmosu w zakresie wysokich energii, obserwując przede wszystkim układy podwójne gwiazd z czarnymi dziurami i gwiazdami neutronowymi oraz pulsary i berstery rentgenowskie, a także aktywne jądra galaktyk i tło rentgenowskie.
Na pokładzie satelity znajdują się trzy instrumenty badawcze:
- PCA (Proportional Counter Array) jest macierzą złożoną z pięciu liczników proporcjonalnych, o całkowitej powierzchni 6500 cm2. Zakres energii detektora to 2 – 60 keV, zaś rozdzielczość energetyczna na 6 keV wynosi 18%.
- ASM (All Sky Monitor) to detektor złożony z trzech kamer, o całkowitej powierzchni zbierającej 90 cm2, działający w zakresie energii 2 – 10 keV.
- HEXTE (High Energy X-ray Timing Experiment) składa się z ośmiu liczników scyntylacyjnych i działał w zakresie 15 – 250 keV, z rozdzielczością energetyczną 15% na 60 keV.

Obserwacje zebrane przez RXTE przyczyniły się do badania oscylacji w krzywych blasku dysków akrecyjnych np. mikrokwazara GRS 1915+105. Na ich podstawie rozwiązano również zagadkę pochodzenia tła rentgenowskiego w Galaktyce w zakresie 6- 7 keV, za które odpowiadają prawdopodobnie akreujące białe karły oraz gwiazdy o dużej aktywności koronalnej.
Satelita został wyłączony 5 stycznia 2012.